# 르벨
르벨(Rebelle, War Witch)은 캐나다에서 제작된 킴 누옌 감독의 2012년 드라마 영화이다. 레이첼 므완자 등이 주연으로 출연하였다.

## 출연

### 주연
- 레이첼 므완자
- 세르지 카닌다
- 알랭 리노 마이크 엘리 바스티앙

## 제작진
- 프로듀서: 피에르 에벤
- 프로듀서: 킴 누옌
- 세트: 조시 아센놀트
- 의상: 에릭 포이리어